# Batalla de Mataquito
La batalla de Mataquito fue un encuentro militar sucedido el 30 de abril de 1557 en el contexto de la guerra de Arauco. Se trató de un ataque sorpresa de los españoles dirigidos por Francisco de Villagra contra el campamento fortificado de Lautaro, ubicado entre la orilla del río Mataquito y una montaña.

## Causas
A principios de 1557, tras la derrota y retirada mapuche posterior a la batalla de Peteroa, Francisco de Villagra juntó gran cantidad de soldados y marchó al sur a auxiliar a las ciudades acosadas por la sublevación general indígena iniciada tras la muerte de Pedro de Valdivia, pero dejó la ciudad de Santiago sin un contingente importante que la defendiera. Viendo su oportunidad de destruir el núcleo del poder español, Lautaro evadió a Villagra dejándole pasar al sur. El toqui contaba con 10 000 guerreros a los que se les sumaron otros 6.000 aliados promaucaes y picunches al mando de Panigualgo. Sin embargo, en cuanto llegaron a las orillas del Mataquito, el mal trato que dio Lautaro a sus aliados tras una pelea con éstos llevó a que la mayoría de los guerreros abandonara la expedición a la que se les sumó los continuos castigos que dio a los poblados indígenas que se negaron a apoyarlo. Tras esto, Lautaro se movió con sus fuerzas restantes cruzando el río a Lora donde estableció al lado sur del rio, un campamento fortificado a los pies del cerro Chiripilco. en una zona llamada como el río homónimo, Mataquito.

## La batalla
Los aliados que desertaron tras los abusos de Lautaro fueron a informar a Villagra sobre la localización del campamento por lo que este envió a un mensajero a ordenar a Juan Godínez que partiera de Santiago al sur mientras él volvía rápidamente con 70 hombres, ambas fuerzas se juntaron en una zona de la provincia de Gualemo a tres leguas del campamento mapuche con total desconocimiento de sus enemigos. La fuerza de Villagra y Godínez sumaba 57 jinetes (incluido Pedro Mariño de Lobera y Alonso López de la Raigada), cinco arcabuceros y entre 500 y 1000 yanaconas. Se decidió marchar de noche secretamente a la cima de las colinas de Caune, quedando por encima del cerro Chiripilco y del campamento de Lautaro, mientras este se hallaba con sus hombres en una borrachera, celebrando lo que esperaban fuera una pronta victoria.
Al amanecer, Villagra lanzó un sorpresivo y feroz ataque en el que fue herido mortalmente de un lanzazo Lautaro cuando salía de su ruca armado con una partesana que presuntamente le pertenecía a Valdivia. Tras escucharse los gritos de los españoles celebrando la muerte del caudillo, los guerreros de las actuales zonas de Itata, Punilla y, del sector conocido como Reinohuelén, escaparon dejando solos a los mapuches de la Araucanía que combatieron en una terrible batalla de seis horas hasta que los sobrevivientes fueron obligados a huir.

## Consecuencias
Quedaron en el campo 250 a 500 de sus compañeros. Los españoles solo sufrieron la pérdida de Juan de Villagra, pero más de la mitad de sus yanaconas quedaron en el campo muertos. El cuerpo de Lautaro fue vejado y desmembrado, su cabeza fue cortada mientras se hallaba con vida y exhibida en la plaza principal de Santiago, pero a diferencia de lo que creyeron los españoles, la sublevación general no finalizó con su muerte, y serían necesarias las victorias de García Hurtado de Mendoza en Lagunillas y Millarapue para calmar la situación.